# The Ricklantis Mixup
"The Ricklantis Mixup" (også kendt som "Tales from the Citadel") er den syvende episode i den tredje sæson af Adult Swims tegnefilmserie Rick and Morty. Den er skrevet af Dan Guterman og Ryan Ridley, og instrueret af Dominic Polcino, og den havde premiere på d. 10. september 2017.
I afsnittet er Rick og Morty taget på eventyr til Atlantis, og i stedet foregår handlingen i Citadellet, der er en hemmelig interdimensionelt samfund med adskillige versioner af Rick go Morty fra forskellige dimensioner.
Bortset fra en fortæller i reklamen Simple Rick's (med stemmelægning af Jeff B. Davis) og en enkelt linje fra en ung Beth Smith (med stemmelægning af Sarah Chalke), er hele episoden stemmelagt af Justin Roiland i form af forskellige Rick og Morty'er.
Afsnittet blev godt modtaget og blev set af omkring 2,4 mio. personer, da det blev sendt første gang.